# Obrona Leszna
Obrona Leszna 1939 – działania zbrojne podczas wojny obronnej 1939 r. w dniach 1–2 września 1939 r. mające doprowadzić do obrony Leszna przed nacierającymi wojskami niemieckimi

## Geneza
Miasto Leszno znajdowało się w pasie obrony Wielkopolskiej Brygady Kawalerii dowodzonej przez gen. bryg. Romana Abrahama ze składu Armii „Poznań” gen. dyw. Tadeusza Kutrzeby. Krótko przed wybuchem wojny został utworzony Oddział Wydzielony „Leszno” pod dowództwem mjr. Jana Dymowskiego w składzie I batalionu 55 pułku piechoty wzmocnionego plutonem artylerii pułkowej i kompanią ppanc. pułku, kompanii technicznej 55 pp, plutonu 3 szwadronu 17 pułku Ułanów Wielkopolskich, kompanii z batalionu Obrony Narodowej „Leszno” rozlokowanej w rejonie Osiecznej oraz kompanii rozpoznawczej 55 pp koło Ponieca. Oddziały OW „Leszno” miały za zadanie przejściową obronę Leszna i przyległych miejscowości oraz zabezpieczać kierunek na Krzywiń – Śrem jako działania osłonowe konieczne dla przeprowadzenia koncentracji polskich wojsk w głębi Wielkopolski. Rozmieszczenie oddziałów OW „Leszno” na dzień 1 września 1939 r. oraz ich zadania przedstawiały się następująco:
- I bat. 55 pp
  - 1 kompania por. Edwarda Lisa wzmocniona 2 działkami ppanc. z 1 plutonu ppanc. ppor. Stanisława Cugiera i 4 ckm – południowo-wschodni skraj Leszna, obejmując swoim zasięgiem kierunki na Zaborowo, szosę na Rydzynę i strzelnicę garnizonu w rejonie Zameczka,
    - 1 pluton por. Mariana Grelusa – stanowiska w rejonie strzelnicy garnizonowej,
    - 2 pluton ppor. Stanisława Jakusza – rejon w kierunku Rydzyny ok. 800 m na południowy zachód od Zameczka,
    - 3 pluton sierż. pchor. Jasińskiego – południowo-zachodni skraj miasta, po prawej stronie w kierunku na Zaborowo, gdzie znajdowała się placówka Straży Granicznej,

  - 3 kompania por. Adam Dębskiego wzmocniona działonami ppanc. z 3 plutonu ppor. Sylwestra Króla – stanowiska na południowym skraju Leszna w rejonie toru kolejowego Leszno-Rawicz w kierunku drogi na Święciechowę,
    - 1 pluton ppor. Tadeusza Wachowiaka – stanowiska przy wylocie z miasta w kierunku na Święciechowę,
    - 2 pluton ppor. Michała Sawulaka – rejon pomiędzy torami kolejowymi Głogów-Rawicz, w kierunku na Przybyszewo i Henrykowo,
    - 3 pluton sierż. pchor. Benedykta Machnikowskiego – pozycje pomiędzy stanowiskami 1 i 2 plutonu, wystawiając placówkę oficerską w Strzyżewicach,

  - 2 kompania kpt. Edmunda Lesisza wzmocniona 2 ckm – odwód dowódcy OW "Leszno" w budynkach garnizonu,
    - 3 pluton sierż. pchor. Stefana Perkiewicza – od 24 sierpnia na placówce oficerskiej przy szosie w kierunku na Święciechowę, około 2 km na zachód od Leszna,
- kompania ppanc. por. Henryka Hromady zapewnić miała obronę ppanc. 1 i 3 plutonu; 4 działa znajdowały się na odcinkach obrony Leszna, a jeden działon w odwodzie do dyspozycji dowódcy OW „Leszno”,
- pluton artylerii piechoty kpt. Ludwika Snitko przewidziany do działania na kierunku: Zaborowo-Strzyżewice – na stanowiskach wyczekiwania; 1 działon ppor. Józefa Nitsche w rejonie ogródków działkowych, 2 działon sierż. Stefana Migdaiki w rejonie koszar 17 p.uł.

W Lesznie przed wojną stacjonował 17 pułk Ułanów Wielkopolskich, który w sierpniu 1939 r. został zmobilizowany do Wielkopolskiej BK i odszedł z miasta oraz 55 pp, którego większość weszła w skład 14 Dywizji Piechoty.

## Obrona Leszna
1 września 1939 r. o godz. 5 rozpoczęło się artyleryjskie bombardowanie Leszna prowadzone przez niemiecką artylerię rozmieszczoną w rejonie Wschowy i Góry. Ostrzelane zostały głównie dworzec kolejowy, koszary wojskowe i domy w centrum miasta, ale bez większych strat. Polskie oddziały zdążyły już opuścić swoje kwatery i rozlokować się na wyznaczonych pozycjach obronnych. Pierwszą linię obronną obsadziły 1 i 3 kompanie I bat. 55 pp ze wsparciem plutonu artylerii i działek ppanc.
Po przygotowaniu artyleryjskim rozpoczęło się natarcie prowadzone przez oddziały niemieckiej 252 Dywizji Piechoty Landwehry (z odwodu OKH) i 61 pułku piechoty Grenzschutzu. Niemcy dotarli do przedmieść Leszna, po czym zostali odparci przez obrońców. W mieście przebywał wówczas płk Władysław Wiecierzyński, dowódca 55 pp, który osobiście czuwał nad obroną. Tymczasem ok. godz. 9 wybuchły walki w samym mieście zapoczątkowane ostrzelaniem Komendy Garnizonu przez niemieckich dywersantów i niektórych mieszkańców miasta. Polscy żołnierze byli ostrzeliwani w różnych częściach miasta z okien domów. W takiej sytuacji przystąpiono do likwidowania dywersji, zabijając do końca dnia 16 Niemców, a 19 chwytając z bronią w ręku. 400 niemieckich mieszkańców Leszna zostało aresztowanych. Sąd polowy Wielkopolskiej BK skazał 5 dywersantów na karę śmierci, a 1 ze względu na podeszły wiek na dożywotnie więzienie.
W odpowiedzi na niemiecką dywersję gen. R. Abraham rozkazał przeprowadzenie ograniczonego wypadu na niemiecką stronę granicy. Dokonała go grupa wypadowa pod dowództwem kpt. Edmunda Lesisza w składzie 2 kompanii 55 pp wzmocnionej plutonem ciężkich karabinów maszynowych, plutonem artylerii kpt. L. Snitko i plutonem samochodów pancernych. Grupa wyruszyła 2 września o godz. 16. Do granicy piechotę podwieziono autobusami. Po walce z niemiecką strażą graniczną i patrolem motocyklistów o godz. 18 zdobyto wieś Geyersdorf (Dębowa Łęka), ostrzeliwując napotkanych niemieckich żołnierzy i paląc kilkanaście stogów ze zbożem. Polska artyleria ostrzelała Wschowę (Fraustadt). Dalej ruszył 3 pluton ppor. Stefana Perkiewicza docierając na przedmieścia Wschowy. Po zmroku oddział wypadowy na rozkaz gen. R. Abrahama powrócił do Leszna. Patrz: Wypad na Wschowę.
Około południa, kiedy w Lesznie trwały jeszcze walki z dywersantami, ruszył drugi niemiecki atak na miasto. Siły polskie zostały w tym czasie wzmocnione szwadronem tankietek rozpoznawczych TKS por. Wacława Chłopika i dwoma plutonami kolarzy skierowanymi do Leszna rozkazem gen. R. Abrahama po otrzymaniu meldunku od mjr. J. Dymowskiego o pierwszym natarciu nieprzyjaciela. Dzięki temu niemieckie natarcie zostało ponownie odrzucone.
2 września znowu wybuchły w Lesznie walki wewnętrzne wywołane przez niemieckich dywersantów. Jednocześnie do dowództwa garnizonu dotarły meldunki o niemieckich wypadach na placówki Straży Granicznej w Henrykowie, Starych Długich i Nowych Długich, Tarnowej Łące oraz Jabłonnie. Z miasta natychmiast wysłano oddziały w celu pomocy. Jednakże wkrótce po ich wymarszu rozpoczął się niemiecki atak, poprzedzony ostrzałem artyleryjskim. Został odparty, tak jak wszystkie dotychczasowe. Natomiast do uśmierzenia niemieckiej rewolty użyto głównie szwadronu tankietek TKS, co po kilku godzinach walk przechyliło szalę zwycięstwa i ostatecznie przyniosło spokój w mieście.
Wobec pogarszającej się sytuacji wojskowej 3 września oddziały OW „Leszno” wyszły z miasta do Zaniemyśla w celu przygotowania obrony rzeki Warty. Wojska niemieckie zajęły miasto następnego dnia.